# Trybunał inkwizycji w Murcji
Trybunał inkwizycji w Murcji – trybunał inkwizycji hiszpańskiej z siedzibą w Murcji, działający w latach 1488–1820 (z przerwą 1812–1814).

## Historia
Inkwizycja hiszpańska została utworzona w 1480 w celu badania prawowierności hiszpańskich konwertytów z judaizmu, których podejrzewano o potajemne praktykowanie swej dawnej wiary. Pierwsze trybunały utworzono w Sewilli i Kordobie, jednak stopniowo działalność inkwizycji rozszerzano także na inne regiony Hiszpanii. W 1488 utworzony został trybunał inkwizycyjny dla diecezji Cartageny, z siedzibą w Murcji.
Działalność trybunału w Murcji w początkowym okresie koncentrowała się zapewne na kontroli prawowierności konwertytów z judaizmu i ich rodzin, jednak zachowało się bardzo niewiele źródeł pozwalających tę działalność odtworzyć. Dopiero z lat 50. XVI wieku pochodzą bardziej szczegółowe informacje. W tym czasie w Murcji odkryto dość sporą grupkę chrześcijan pochodzenia żydowskiego, należących często do elity miejskiej, którzy jakoby powrócili do wiary swych przodków i zorganizowali tajną synagogę. Grupę tę potraktowano bardzo surowo. W latach 1554–1568 w Murcji odbyło się co najmniej 11 autos da fe, w których 152 osoby spalono na stosie, 44 skazano zaocznie, a pokuty wymierzono 520 osobom.
Około 1570 kampania przeciwko żydowskim konwertytom wygasła. Przez następnych około 40 lat uwaga inkwizytorów Murcji zwrócona była głównie na przesiedlone z regionu Grenady grupy morysków (tj. chrześcijan arabskiego pochodzenia), których podejrzewano (nie bez powodów) o potajemne wyznawanie islamu. Tę społeczność wygnano jednak całkowicie z Hiszpanii w latach 1609–1614. W ciągu XVII i XVIII wieku aktywność inkwizycji w Murcji malała systematycznie. Przejściowe ożywienie miało miejsce w latach 20. XVIII wieku, gdy przez Hiszpanię przetoczyła się ostatnia fala prześladowań rzekomych potajemnych wyznawców judaizmu.
4 grudnia 1808 nowy, pronapoleoński król Hiszpanii Józef Bonaparte zniósł inkwizycję. Jego zarządzenie weszło jednak w życie tylko na obszarach kontrolowanych przez wojska napoleońskie. Murcja została zajęta przez nie dopiero w 1812 i wtedy po raz pierwszy zniesiono miejscowy trybunał inkwizycyjny. Po wygnaniu Francuzów z Hiszpanii w 1814 król Ferdynand VII Hiszpański przywrócił w całym kraju inkwizycję (w tym trybunał w Murcji), jednak w 1820 zniesiono ją definitywnie.

## Obszar jurysdykcji
Trybunał w Murcji początkowo miał jurysdykcję jedynie nad kastylijską diecezją Cartageny (w tym nad należącym do aragońskiego królestwa Walencji okręgiem Orihuela). W latach 1506–1510 przejściowo podlegała mu diecezja Cuenci. W 1507, w związku z krótkotrwałym zniesieniem unii kastylijsko – aragońskiej, okręg Orihuela wyłączono spod jurysdykcji trybunału w Murcji i podporządkowano go inkwizytorom Walencji. Jednakże po przywróceniu unii w 1517 Orihuela powróciła pod władzę Murcji i pozostała w granicach jej okręgu już do samego końca. W 1565 utworzona została odrębna diecezja Orihueli. W 1533 inkwizytorom Murcji podporządkowano okręgi Alcaraz i Beas de Segura, dotąd podległe inkwizycji z Kordoby. Ponadto w 1525 po rozwiązaniu trybunału inkwizycyjnego w Oranie w Algierii, jego okręg w całości podporządkowano Murcji.
Finalnie inkwizytorom Murcji podlegały zatem diecezje Cartageny i Orihueli oraz okręgi Alcaraz, Beas de Segura i Oran (wszystkie położone w archidiecezji Toledo).

## Archiwum i statystyki wyroków
Archiwum trybunału inkwizycyjnego w Murcji zostało w większej części zniszczone po jego zniesieniu w 1820. Ocalały jedynie (skądinąd dobrze zachowane) rejestry finansowe i akta sporów majątkowych (łącznie 230 tomów dokumentów), przechowywane w Prowincjonalnym Archiwum Historycznym w Murcji. Z konieczności zatem głównym źródłem do historii trybunału jest dokumentacja znajdująca się w archiwum Najwyższej Rady Inkwizycji (tzw. Supremy) w Madrycie. Między innymi zawiera ono serię ponad sześćdziesięciu dorocznych raportów trybunału dla Supremy o zakończonych procesach z lat 1562–1682 (tzw. relaciones de causas). Raporty te informują o 1736 procesach, w tym 253 judaizantów, 601 morysków, 53 luteranów, 14 alumbrados, 441 głosicieli nieortodoksyjnych opinii, 75 bigamistów, 32 oskarżonych o solicytacje, 106 podejrzanych o utrudnianie działalności inkwizycji, 116 podejrzanych o praktyki magiczne i 45 oskarżonych o różne pomniejsze występki. 56 osób zostało straconych, a 20 dalszych spalono jedynie „in effigie”.
Z późniejszego okresu, z lat 1701–1746 zachowały się relacje z co najmniej sześciu ceremonii autos da fe, w których 4 osoby spalono, 1 osobę spalono in effigie, a 106 otrzymało łagodniejsze kary.